# Bydgosko-Wyrzyskie Koleje Dojazdowe
Bydgosko-Wyrzyskie Koleje Dojazdowe (BWKD) – sieć kolei wąskotorowych, powstała w 1949, po połączeniu sieci Bydgoskich Kolei Powiatowych (BKP) i Wyrzyskich Kolei Powiatowych (WKP). Sieć miała 256 kilometrów długości i obejmowała wiele mniejszych miejscowości, jak i również miasta i większe wsie, m.in. Bydgoszcz, Nakło nad Notecią, Białośliwie, Maksymilianowo, Koronowo, Wysoka, Sadki, Łobżenica i inne. Obecnie funkcjonuje tylko na krótkiej trasie turystycznej jako Wyrzyska Kolej Powiatowa. Rozstaw szyn wynosi 600 mm.

## Historia

### Budowa linii

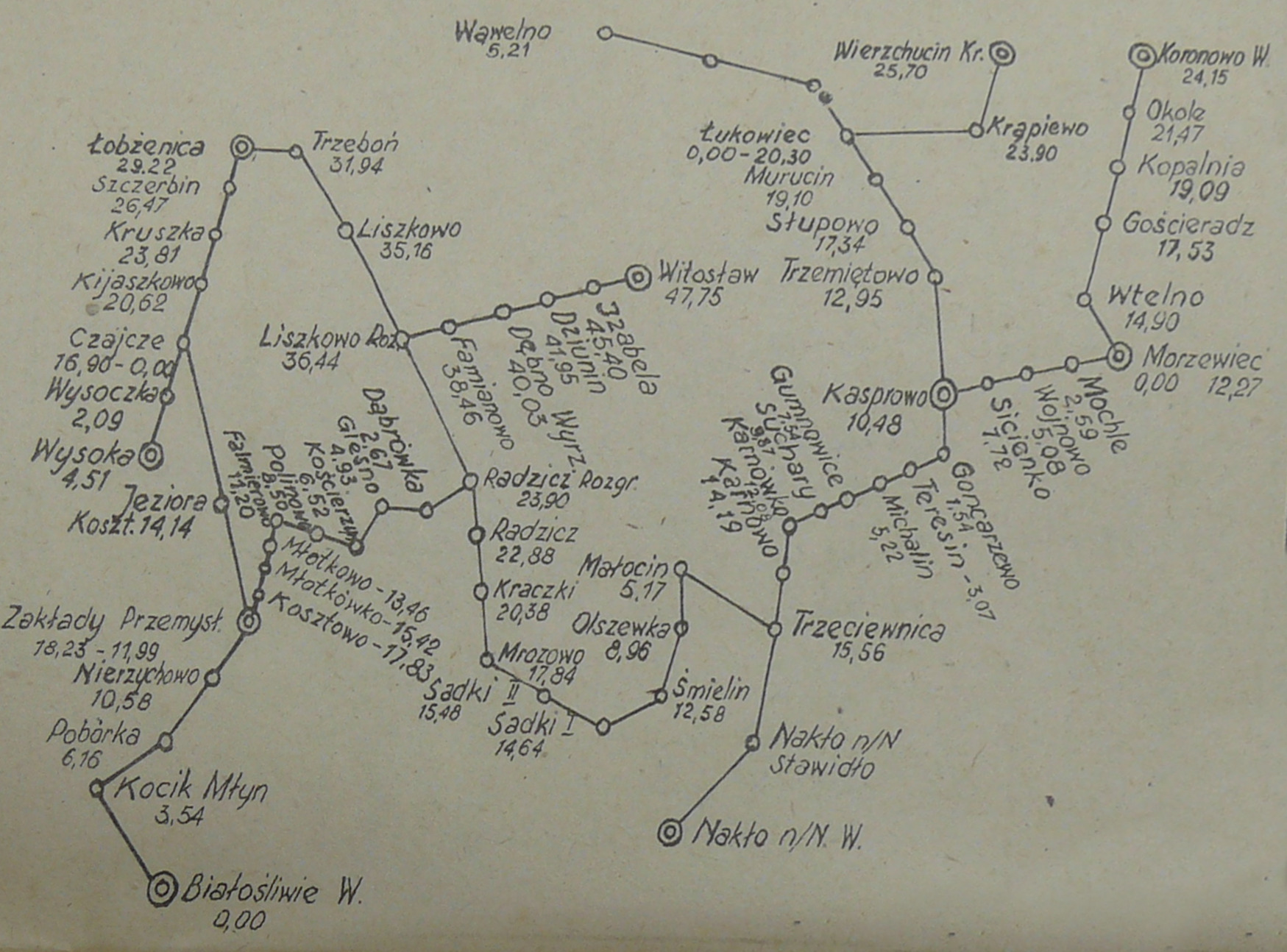
Mapa sieci Kolei Wyrzyskiej z lat 70. XX wieku

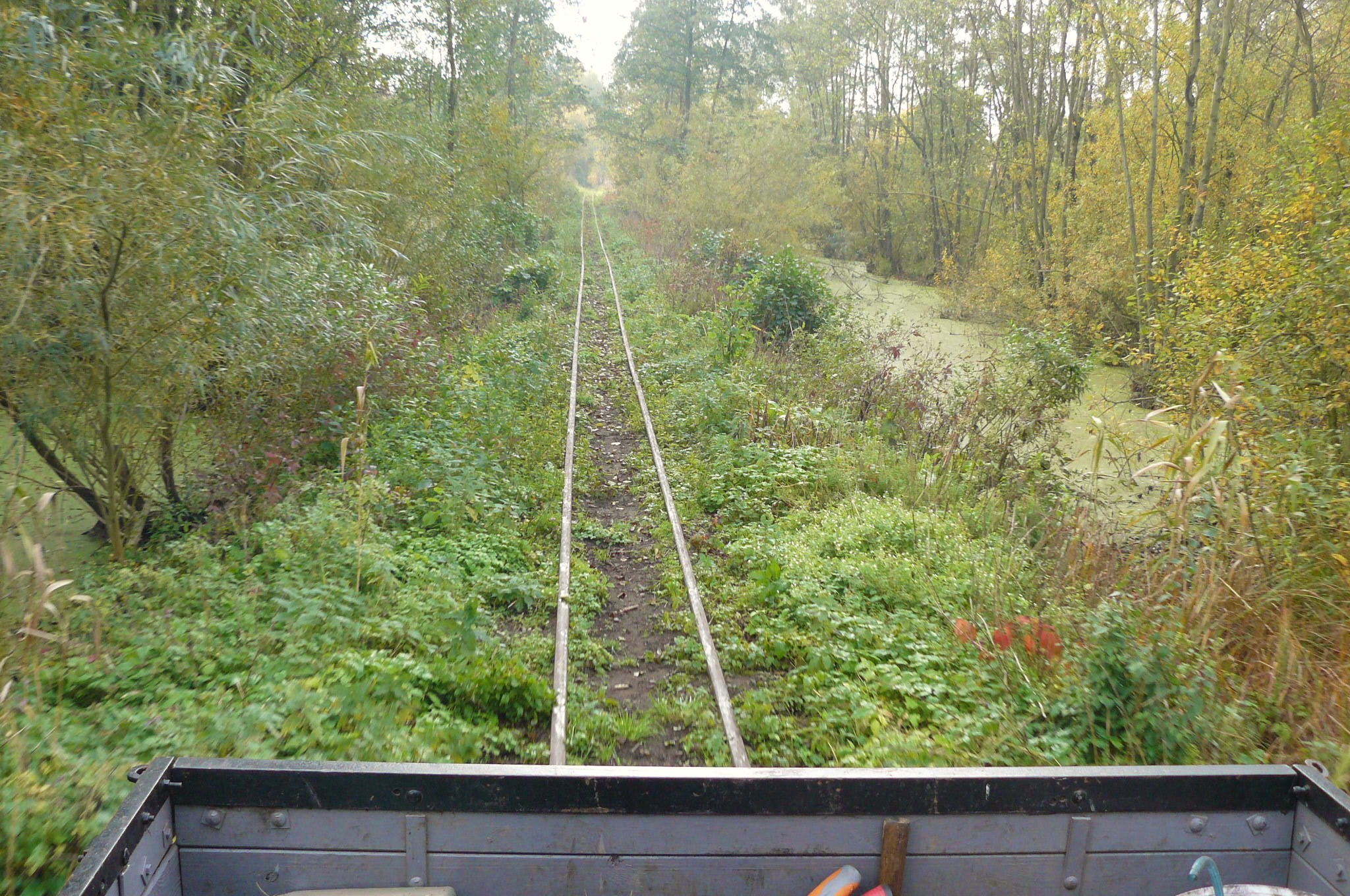
Odcinek kolei Białośliwie Wąsk. – Wysoka Wąsk.

Pierwsze koncepcje realizacji kolei wąskotorowej opracowano 1893. Ostatecznie uchwałę o budowie kolei uchwalili radni wyrzyskiego sejmiku w dniu 15 stycznia 1894. W 1894 roku polscy i niemieccy hrabiowie założyli spółkę akcyjną Wyrzyskie Koleje Powiatowe, korzystając ze wsparcia władz pruskich dla kolei lokalnych. Budowę rozpoczęto 30 maja 1894 poczynając od przygotowania terenu dla stacji Białośliwie. Układanie nawierzchni na odcinku z Białośliwia w kierunku Łobżenicy rozpoczęto 23 sierpnia 1894 roku. 17 września linia dotarła do Łobżenicy, a kilka dni później do Witosławia. Nieoficjalne otwarcie (w ruchu towarowym) nastąpiło 19 grudnia 1894 na trasie Białośliwie – Wysoka – Łobżenica. 5 lutego 1895 roku oficjalnie uruchomiono przewozy towarowe na linii Białośliwie – Kocik Młyn – Pobórka – Czajcze – Kijaszkowo – Szczerbin – Łobżenica) wraz z odgałęzieniem Czajcze – Wysoka. Przewozy pasażerskie uruchomiono 14 maja 1895. Odcinek Nakło – Suchary – granica powiatu ukończono 27 września 1895.
Bydgosko-Wyrzyskie Koleje Dojazdowe powstały z połączenia dwóch niezależnie od siebie działających linii kolei wąskotorowych: Bydgoskich Kolei Powiatowych i Wyrzyskich Kolei Powiatowych. Obie sieci powstały równolegle w 1895 roku i miały podobne zastosowania (przewóz zarówno towarów, jak i pasażerów). Bardzo szybko zetknęły się ze sobą na stacji w Sucharach, ale oficjalnie połączone zostały dopiero w 1949 roku. Wspólnie miały 256 kilometrów torów, 8 lokomotywowni i 5 stacji stycznych ze stacjami normalnotorowymi. Latem 1898 rozpoczęto budowę odcinka Kocik Młyn – Wysoka. Rok później zakończono inwestycję. Równolegle z budowa odcinka Kocik Młyn – Wysoka powstawał również odcinek Olszewki – Nieżychowo Cukrownia.
W 1902 roku Wyrzyskie Koleje Powiatowe miały sieć o długości wraz z bocznicami 167,5 km. Posiadały wówczas 11 lokomotyw, 7 wagonów osobowych i 387 wagonów towarowych.

### Okres PRL
II wojnę światową BWKD przetrwały bez większych uszczerbków. Po wojnie wznowiły działalność. Na przełomie 1948/49 roku koleje zostały znacjonalizowane i przejęte przez Polskie Koleje Państwowe. W latach pięćdziesiątych niektóre odcinki zostały zamknięte. Niechętna wobec kolei wąskotorowych polityka PKP oraz szybki rozwój transportu samochodowego z czasem prowadziły do znacznego ograniczania prawie wszystkich linii kolei wąskotorowych i BWKD również to nie ominęło. W 1989 roku pozostały czynne 162 kilometry linii, a w następnych latach likwidowano kolejne połączenia. 1 stycznia 1994 ruch kolejowy na linii Bydgosko-Wyrzyskich Kolei Dojazdowych został ostatecznie zamknięty.

Część taboru BWKD przekazano Żnińskiej Kolei Powiatowej (która wówczas była jeszcze mieniem PKP pod nazwą Żnińska Kolej Dojazdowa; trafił tam m.in. parowóz Px38 oraz lokomotywy Lyd2) oraz powstałej w 1996 Myślęcińskiej Kolei Parkowej w Bydgoszczy. Niektóre wagony zostały zezłomowane, około 70 wagonów znalazło się też pod opieką Wojewódzkiego Konserwatora Zabytków w Pile. Większość pozostałego torowiska albo zarosła, albo została rozkradziona.

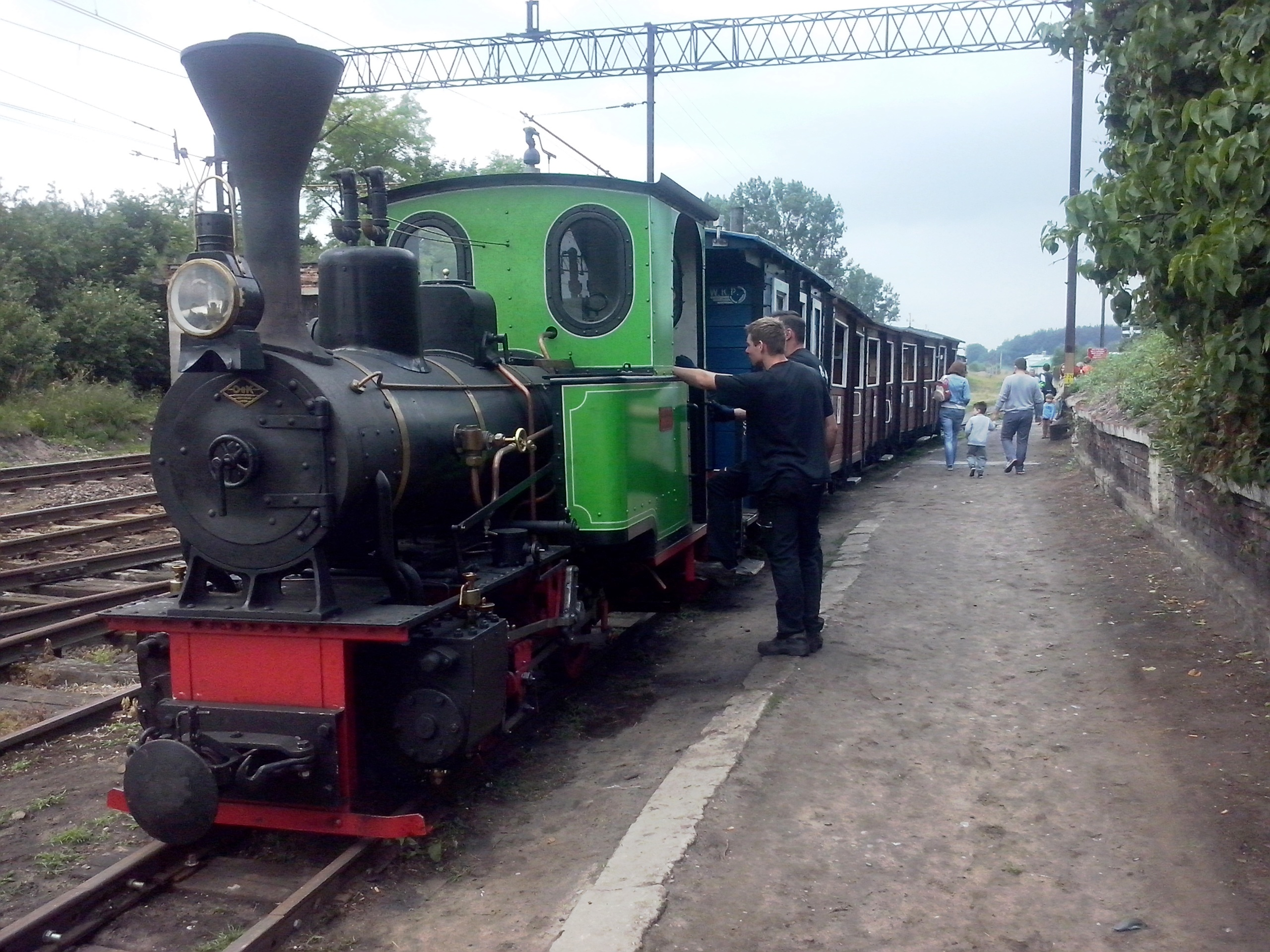
Pociąg z parowozem Orenstein & Koppel Bn2t No 7697 na stacji Białośliwie Wąskotorowe (28 czerwca 2015)

### Reaktywacja (od 2001 roku)
W 2000 roku Klub Modelarzy Kolejowych z Poznania, dysponujący lokomotywą parową Borsig, wysunął propozycję wznowienia kursów kolei wąskotorowej na trasie najstarszych odcinków Wyrzyskich Kolei Dojazdowych. Przejazdy kolei udało się zorganizować w 2001. W tym samym roku powstało Towarzystwo Wyrzyska Kolejka Powiatowa z siedzibą w Białośliwiu, które podjęło działania na rzecz dalszej reaktywacji kursów kolei, włącznie z odbudowywaniem torowisk. W 2003 dwukrotnie prace te były zakłócane przez złodziei, którzy w sumie rozkradli około 370 metrów torowiska. Odbudowę ukończono w 2005. Obecnie planowana jest dalsza rozbudowa odnowionej sieci. Wyrzyskie Koleje Dojazdowe są czynne, przejazdy odbywają się na nich w letnie weekendy na trasie Białośliwie – Pobórka Wielka.
W Białośliwiu organizowane są także w lipcu cykliczne Zloty Miłośników Kolejek Wąskotorowych 600 mm, połączone z festynami i paradą lokomotyw, w tym gościnnie sprowadzanych.
W 2017 odbudowany odcinek do Łobżenicy na odcinku Kijaszkowo – Kruszki został ponownie pozbawiony przez złodziei toru na długości 100 m.
W latach 2013–2016 kolej przewoziła ponad 5 tys. pasażerów rocznie. W kolejnych latach przewozy spadły do między 3 a 5 tysięcy i w 2023 roku kolej przewiozła 4,6 tys. pasażerów.

## Tabor

### Dawny
Parowozy:
- ? typu Q, prod. Vulcan z 1894[4].
- Pwaa3-901 (ex 7), Pwaa3-902 (ex 8) – amerykańskiego typu 460T, prod. Baldwin z 1917, układ osi 2'C (1920–1954)[4].
- dwa niemieckiego typu HF, układ osi D (1920–)[4].
- jeden prod. Schwarzkopf (1920–)[4].
- Px38-805 (ex Px4-805), prod. Fablok z 1938, układ osi D (1957–58, 1972–83)[8]

Lokomotywy spalinowe :
- Lyd2 (l30H), prod. Faur z 1973-1983, układ osi C
- Wls40/50 (ld1) prod. Fablok/ZNTK Poznań z 1951 - 1975, układ osi B. Trzy sztuki

### Obecny
Parowozy:
- Lowa 26004, prod. Karl - Marx- Lowa Babelsberg z 1951, układ osi Bn2t